# Фьорелли, Фабио
Фабио Фьорелли (итал. Fabio Fiorelli; 25 мая 10 мая 1921, Пречи, Умбрия — 20 июля 1988, там же) — итальянский политик. Президент провинции Терни с 1960 по 1970 год.

## Карьера
Фабио Фиорелли начал свою политическую деятельность в Итальянской социалистической партии в провинции Терни. В августе 1944 года Фабио вступил в Федерацию молодёжи Социалистической партии, а с 1952 года был администратором в провинции Терни, президентом которой стал в 1960 году. С 1965 по 1970 год Фабио также был президентом регионального комитета экономического планирования в Умбрии. Позже он также был избран региональным советником по результатам голосования 7 июня 1970 года. Впоследствии он был назначен президентом Регионального совета Умбрии, занимая эту должность до 1977 года. В 1980 году он был избран муниципальным советником Терни, где он также занимал должность заместителя мэра и советника по культуре. В начале 1985 года, после более чем сорока лет активной деятельности в Социалистической партии, из-за сильных разногласий с местным руководством он вышел из соцпартии.